# Тересино
Тересино (біл. вёска Цярэсіна) — село в складі Березинського району Мінської області, Білорусь. Село підпорядковане Мачеській сільській раді, розташоване в східній частині області.